# Ultravandalismo
Ultravandalismo é um tipo de pichação que é realizada com o auxílio de um extintor difundida desde a década de 1990 em cidades como Paris, Los Angeles e Nova York, mas que chegou ao Brasil apenas no ano de 2012.

## No Brasil
O artista americano Krink cobriu de azul, verde e amarelo a fachada do Museu da Imagem e do Som, na cidade de São Paulo. O grafiteiro Chivitz, por sua vez, disse que considera a técnica "rápida, grande, com uma textura muito bonita, com bolotas, um escorrido". Em abril de 2018, o conjunto jesuítico do Pátio do Colégio amanheceu com a expressão “OLHAI POR NÓIS” pichada em sua fachada por meio do emprego da técnica do ultravandalismo. Em vídeo gravado no próprio local,  o subprefeito da Sé, Eduardo Odloak, anunciou: “Nós não vamos deixar quieto. Isto aqui é um ato criminoso contra a nossa cidade!”.